# Профа (Олт)
Профа (рум. Profa) насеље је у Румунији у округу Олт у општини Спинени. Oпштина се налази на надморској висини од 329 m.

## Становништво
Према подацима из 2002. године у насељу је живело 817 становника, од којих су сви румунске националности.